# Шевчук, Степан Сергеевич
Степа́н Серге́евич Шевчу́к (род. 6 февраля 1977, Энгельс, Саратовская область) — российский гребец-байдарочник, выступал за сборную России в 2000-х годах. Трижды бронзовый призёр чемпионатов мира, обладатель серебряных и бронзовых медалей чемпионатов Европы, многократный победитель и призёр этапов Кубка мира, чемпион национальных и молодёжных регат. На соревнованиях представлял Саратовскую область, мастер спорта международного класса. Также известен как тренер по гребле на байдарках и каноэ.

## Биография
Родился 6 февраля 1977 года в Энгельсе (Саратовская область). Активно заниматься греблей на байдарке начал в раннем детстве, проходил подготовку в саратовской областной специализированной детско-юношеской спортивной школе олимпийского резерва под руководством собственного отца С. С. Шевчука.
Первого серьёзного успеха добился в 1998 году, выиграв две бронзовые медали на чемпионате России в Крылатском, в зачёте байдарок-четвёрок на дистанциях 200 и 500 метров. В 2001 году стал серебряным призёром этапа Кубка мира, в 2003-м году дебютировал на чемпионате мира, однако попасть в число призёров не сумел.
На международном уровне Шевчук впервые заявил о себе в сезоне 2004 года, когда попал в основной состав российской национальной сборной и благодаря череде удачных выступлений удостоился права защищать честь страны на чемпионате Европы в польской Познани. С напарниками по команде Сергеем Хованским, Олегом Чертовым и Андреем Тиссиным выиграл серебряную и бронзовую медали, в двойках на двухстах метрах и в четвёрках на пятистах метрах соответственно.
В 2006 году Шевчук одержал победу на Кубке России, после чего отправился на чемпионат мира в венгерский Сегед, откуда привёз награду бронзового достоинства, выигранную в гонке четвёрок на дистанции 200 метров — при этом его партнёрами были Сергей Косилов, Константин Вишняков и Сергей Хованский. Год спустя повторил это достижение на соревнованиях в немецком Дуйсбурге, с тем же экипажем за исключением Косилова, которого сменил Антон Васильев. В 2009 году в той же дисциплине завоевал серебро на чемпионате Европы в Бранденбурге, был членом экипажа, куда вошли Сергей Хованский, Роман Зарубин и будущий олимпийский чемпион Александр Дьяченко. Позже с тем же составом выиграл бронзовую медаль на мировом чемпионате в канадском Дартмуте, в третий раз подряд стал бронзовым призёром в программе четвёрок на двухсотметровой дистанции.
Вскоре после этих соревнований Степан Шевчук принял решение завершить карьеру профессионального спортсмена и перешёл на тренерскую работу. За выдающиеся спортивные достижения удостоен почётного звания «Мастер спорта России международного класса». В настоящее время вместе с отцом работает тренером по гребле на байдарках и каноэ в саратовской областной специализированной детско-юношеской спортивной школе олимпийского резерва.